# CLAW-hypothese
De CLAW-hypothese is gebaseerd op een mechanisme van negatieve terugkoppeling tussen het ecosysteem van de oceanen en het klimaat van de Aarde. Deze loop van negatieve terugkoppeling zou deel uit kunnen maken van de hypothetische zelfregulerende homeostatische planeet Gaia, die onderwerp is van de door James Lovelock voorgestelde Gaia-hypothese.  De CLAW-hypothese is genoemd naar de vier auteurs van het artikel die dit mechanisme voorstelden: Robert Jay Charlson, James Lovelock, Meinrat Andreae en Stephen G. Warren.

## Mechanisme

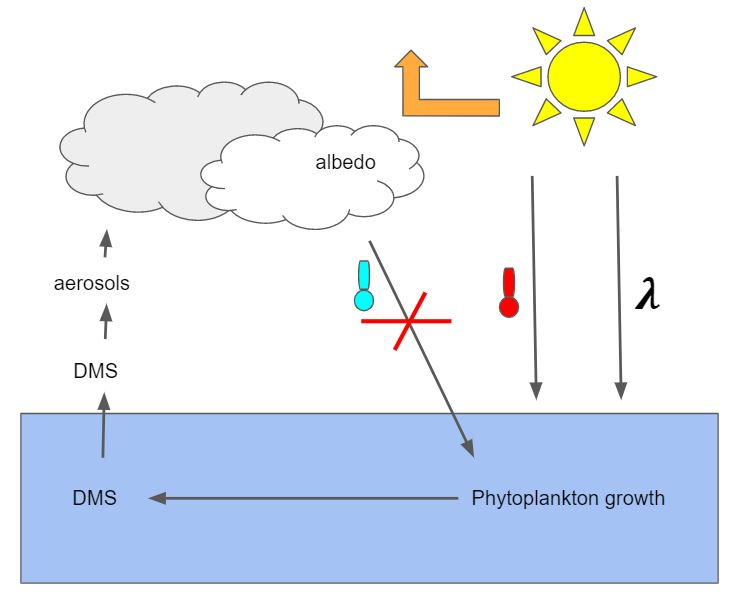
Schematische weergave van de CLAW-hypothese die een mogelijke negatieve terugkoppeling tussen het ecosysteem van de oceanen en het klimaat van de Aarde beschrijft. Met de zonnestraling warmt het water op en wordt de groei van fytoplankton gestimuleerd. Dit verhoogt de concentratie DMS dat, eenmaal in de atmosfeer, geoxideerd wordt tot aerosols (hoofdzakelijk sulfaat) ofwel tot condensatiekernen waardoor er meer bewolking ontstaat. Het albedo dat zo verhoogd wordt zorgt voor afkoeling en de groei van fytoplankton neemt af. Ook het DMS neemt af, de bewolking neemt af en de zon keert terug, waarmee het fytoplankton opnieuw groeit.

Bij zonlicht en warmte groeit het fytoplankton waarbij er toename is van productie van aerosols. In de atmosfeer zorgen deze voor directe weerkaatsing van het zonlicht. Aerosols zorgen ook indirect voor wolkenvorming omdat ze in de atmosfeer zogenaamde condensatiekernen (CN) vormen waarop het vocht in de atmosfeer condenseert. Deze wolken hebben een reflecterend vermogen, waardoor het zonlicht teruggekaatst wordt en het albedo verhoogd wordt. Dit heeft een verkoelend effect en het fytoplankton, dat met de verkoeling minder actief geworden is, produceert nu minder aerosols. Dat heeft als gevolg dat zich minder wolken vormen, waardoor er weer meer zonlicht is en het fytoplankton opnieuw aerosols zal produceren. Deze schommelingen in straling en warmte zouden in evenwicht gehouden worden door het fytoplankton en heeft invloed op de stralingsbalans van de Aarde. De aerosols komen ook voort uit organisch materiaal in bellen die aan het oppervlak uit elkaar spatten en hun inhoud in de atmosfeer werpen. Het is in de uitwisseling tussen oceaan en atmosfeer, dat de aerosols hun effect uitoefenen. Zij zouden wel eens de belangrijkste vorm van natuurlijke chemische aerosols kunnen zijn die het zonlicht weerkaatsen. Het verhoogde albedo als gevolg van wolkenvorming zou van invloed zijn op het klimaat van de Aarde. De wolken met hun hoge albedo kunnen vergeleken worden met de witte madeliefjes uit de Madeliefjeswereld, een model dat eveneens door Lovelock voorgesteld is voor hoe een zelfregulerende planeet zou kunnen functioneren.

## Achtergrond
Onder invloed van zonlicht en warmte groeit het fytoplankton als gevolg waarvan dimethylsulfide (DMS; CH3SCH3) geproduceerd wordt. Dit ontsnapt vervolgens uit het water naar de lucht, waar het oxideert om sulfaat (SO42−) en methaansulfonzuur (CH4SO3) te vormen. Beide zijn aerosols die weerkaatsing van licht en wolkenvorming veroorzaken. DMS is afgeleid van dimethylsulfoniopropionaat (DMSP; (CH3)2S+CH2CH2COO−), de meest overvloedige organische vorm van zwavel die in de oceanen te vinden is. Het wordt geproduceerd als anti-stress molecuul door het fytoplankton in de zee zoals dinoflagellaten, coccolithoforen, diatomeeën en macroalgen. De productie van dit molecuul zou zijn oorsprong gevonden kunnen hebben in osmotische stress. Als gevolg van het getij werden de algen twee keer per dag blootgesteld aan droogte of toegenomen zoutwaarden waarbij DMSP functioneert als een osmoregulator. Wanneer de algen lyse ondergaan door een virus bijvoorbeeld, komt het DMSP vrij dat door bacteriën geassimileerd en afgebroken wordt tot DMS, waarvan jaarlijks 107 ton in de oceanen terecht komt. Deze hoeveelheden kunnen beslist invloed hebben op het klimaat.

## Kritiek
Ondanks de stevige kritiek van medewetenschappers, wordt er nog steeds onderzoek gedaan naar de rol van fytoplankton en aerosols in de negatieve terugkoppeling van dit ecosysteem. Sommige relatief recente artikelen bevestigen de rol van de uit het oceaanoppervlak voortkomende aerosols in wolkenvorming en het klimaat. Er zijn echter veel wetenschappers die kritiek hebben op de CLAW-hypothese omdat bijvoorbeeld het geproduceerde aerosol sulfaat niet alleen uit de oceanen komt maar ook uit de verbranding van fossiele brandstoffen door de mens. Dit aandeel zou 50% zijn. Men onderzoekt daarom juist de oceanen waarboven de atmosfeer weinig sulfaat uit vervuiling bevat zoals in het Zuidelijk halfrond. Ook wordt er aangevoerd dat de wolkenvorming in antwoord op aerosols veel te complex is, complexer dan in de jaren negentig gedacht werd.

## Positieve terugkoppeling
Lovelock zelf geeft aan dat zijn hypothese ook met positieve terugkoppeling zou kunnen verlopen. Dit kan gebeuren wanneer de oceanen te veel opwarmen als gevolg van klimaatverandering. De hogere temperaturen veroorzaken een stratificatie van het voedsel waardoor het fytoplankton niet meer in staat is om te groeien en om DMS te vormen. Er is dan geen wolkenvorming via dit mechanisme meer mogelijk en het wegvallen van het albedo versterkt de straling en warmte van de zon.